# Sisyrinchium breviarmium
Sisyrinchium breviarmium är en irisväxtart som beskrevs av Pierfelice Ravenna. Sisyrinchium breviarmium ingår i släktet gräsliljor, och familjen irisväxter. Inga underarter finns listade i Catalogue of Life.